# Зигмар Полке
Зигмар Полке (њем. Sigmar Polke; Шлеска, 13. фебруар 1941 — Келн, 10. јун 2010), био је њемачки сликар и фотограф. Полке је експериментисао са великим бројем стилова, тема и материјала. 1970их био је концентрисан на фотографију, вративши се сликарству почетком 1980их када је створио корпус слика играјући се са хемијским реакцијама боје са другим материјалима. У посљедњих двадесет година свог живота, произвео је слике чији је фокус на историјске догађаје и њихове савремене перцепције.

## Биографија
Након што је са породицом емигрирао у Западну Њемачку, 1954. године, пратио је часове сликарства на стаклу у Диселдорфу, уписујући се нешто касније на Академију лијепих умјетности у истом граду, гдје ће бити у класи професора Карла Отоа Гоца. Његова прва дјела имају сличности са поп-артом, међутим његов посебан начин организације слике путем растера издваја га као посебног ствараоца. Полкеове слике, обично великог формата, изгледају као једна мјешавина разноврсних импулса. Друга карактеристика његовог сликарства је константо истраживање нових сликарских подлога и материјала. Заједно са Герхардом Рихтером и Конрадом Фишером, организовао је и учествовао у изложби „Демонстрација једног капиталистичког реализма“, која је требало да покаже стремљења ове групе умјетника ка стварању једног „капиталистичког реализма“ који би био пандан својој социјалистичкој верзији, такозваном социјалистичком реализму.